# Discographie de Tears for Fears
La discographie de Tears for Fears, groupe de new wave anglais, comprend l'ensemble des disques publiés au cours de leur carrière. Elle est composée de six albums studio, deux albums live, trois compilations, trois DVD et une trentaine de singles. Au début des années 2010, le groupe a vendu plus de 30 millions d'albums à travers le monde.

## Albums

### Albums studio
| Titre                          | Détails                                              | Classement des ventes | Classement des ventes | Classement des ventes | Classement des ventes | Classement des ventes | Classement des ventes | Classement des ventes | Classement des ventes | Classement des ventes | Classement des ventes | Certifications                                                    |
| Titre                          | Détails                                              | ALL                   | CAN                   | USA                   | FRA                   | ITA                   | NZL                   | P-B                   | R-U                   | SUÈ                   | SUI                   | Certifications                                                    |
| ------------------------------ | ---------------------------------------------------- | --------------------- | --------------------- | --------------------- | --------------------- | --------------------- | --------------------- | --------------------- | --------------------- | --------------------- | --------------------- | ----------------------------------------------------------------- |
| The Hurting                    | - Sortie : 7 mars 1983 - Label : Phonogram/Mercury   | 15                    | —                     | 73                    | 16                    | —                     | 16                    | 30                    | 1                     | —                     | —                     | : Platine · : Platine · : Or · : Or ·                             |
| Songs from the Big Chair       | - Sortie: 25 février 1985 - Label: Phonogram/Mercury | 1                     | 1                     | 1                     | 12                    | 6                     | 2                     | 1                     | 2                     | 25                    | 5                     | : 7 × Platine · : 5 × Platine · : 3 × Platine · : Or · : Or ·     |
| The Seeds of Love              | - Sortie : 25 septembre 1989 - Label : Fontana       | 5                     | 5                     | 8                     | 3                     | 5                     | 4                     | 7                     | 1                     | 5                     | 8                     | : 2 × Platine · : Platine · : Platine · : Platine · : Or · : Or · |
| Elemental                      | - Sortie : 7 juin 1993 - Label : Phonogram/Mercury   | 26                    | 18                    | 45                    | 5                     | 10                    | —                     | 31                    | 5                     | 26                    | 24                    | : Or · : Or · : Or · : Argent ·                                   |
| Raoul and the Kings of Spain   | - Sortie : 6 octobre 1995 - Label : Epic             | 88                    | —                     | 79                    | 5                     | 23                    | —                     | 70                    | 41                    | —                     | 42                    |                                                                   |
| Everybody Loves a Happy Ending | - Sortie : 14 septembre 2004 - Label : New Door      | 35                    | —                     | 46                    | 7                     | 68                    | —                     | 86                    | 45                    | —                     | 48                    |                                                                   |
| The Tipping Point              | - Sortie : 25 février 2022 - Label : Concord Records | 3                     | 20                    | 8                     | 10                    | 14                    | —                     | 5                     | 2                     | —                     | 4                     |                                                                   |

### Albums live
| Titre                      | Date de sortie   | Label           |
| -------------------------- | ---------------- | --------------- |
| Secret World               | 27 février 2006  | XIII Bis        |
| Live from Santa Barbara    | 15 décembre 2009 | Immortal        |
| Songs For a Nervous Planet | 25 octobre 2024  | Concord Records |

### Compilations
| Titre                                   | Détails                                              | Classement des ventes | Classement des ventes | Classement des ventes | Classement des ventes | Classement des ventes | Classement des ventes | Classement des ventes | Classement des ventes | Classement des ventes | Certifications                                   |
| Titre                                   | Détails                                              | ALL                   | USA                   | FRA                   | ITA                   | NZL                   | P-B                   | R-U                   | SUÈ                   | SUI                   | Certifications                                   |
| --------------------------------------- | ---------------------------------------------------- | --------------------- | --------------------- | --------------------- | --------------------- | --------------------- | --------------------- | --------------------- | --------------------- | --------------------- | ------------------------------------------------ |
| Tears Roll Down (Greatest Hits 82-92)   | - Sortie : 17 mars 1992 - Label : Phonogram/Mercury  | 7                     | 53                    | 2                     | 1                     | 9                     | 22                    | 2                     | 41                    | 14                    | : 2 × Platine · : Platine · : Or · : Or · : Or · |
| Saturnine Martial and Lunatic           | - Sortie : 1er août 1996 - Label : Phonogram/Mercury | —                     | —                     | —                     | —                     | —                     | —                     | —                     | —                     | —                     |                                                  |
| Shout: The Very Best of Tears for Fears | - Sortie : 25 septembre 2001 - Label : Mercury       | —                     | —                     | —                     | —                     | —                     | —                     | —                     | —                     | —                     |                                                  |

## Vidéographie
| Titre               | Date de sortie  | Type     | Label          |
| ------------------- | --------------- | -------- | -------------- |
| In My Mind's Eye    | novembre 1984   | VHS, DVD | Polygram Video |
| Going to California | 1990            | VHS, DVD | Polygram Video |
| Secret World        | 27 février 2006 | DVD      | XIII Bis       |

## Singles
| Année | Single                                        | Classement des ventes | Classement des ventes | Classement des ventes | Classement des ventes | Classement des ventes | Classement des ventes | Classement des ventes | Classement des ventes | Classement des ventes | Album                                 |
| Année | Single                                        | ALL                   | CAN                   | USA                   | FRA                   | ITA                   | NZL                   | P-B                   | R-U                   | SUI                   | Album                                 |
| ----- | --------------------------------------------- | --------------------- | --------------------- | --------------------- | --------------------- | --------------------- | --------------------- | --------------------- | --------------------- | --------------------- | ------------------------------------- |
| 1981  | Suffer the Children                           | —                     | —                     | —                     | —                     | —                     | —                     | —                     | 52                    | —                     | The Hurting                           |
| 1982  | Mad World                                     | 21                    | —                     | —                     | 67                    | —                     | 25                    | —                     | 3                     | —                     | The Hurting                           |
| 1983  | Change                                        | —                     | 13                    | 73                    | —                     | 27                    | 36                    | 32                    | 4                     | —                     | The Hurting                           |
| 1983  | Pale Shelter                                  | 25                    | 15                    | —                     | —                     | —                     | —                     | —                     | 5                     | —                     | The Hurting                           |
| 1983  | The Way You Are                               | —                     | —                     | —                     | —                     | —                     | —                     | —                     | 24                    | —                     |                                       |
| 1984  | Mothers Talk                                  | —                     | 87                    | 27                    | —                     | —                     | 50                    | —                     | 14                    | —                     | Songs from the Big Chair              |
| 1984  | Shout                                         | 1                     | 1                     | 1                     | 11                    | 2                     | 1                     | 1                     | 4                     | 1                     | Songs from the Big Chair              |
| 1985  | Everybody Wants to Rule the World             | 11                    | 1                     | 1                     | 14                    | 11                    | 1                     | 2                     | 2                     | 13                    | Songs from the Big Chair              |
| 1985  | Head over Heels                               | 55                    | 8                     | 3                     | 53                    | —                     | 12                    | 29                    | 12                    | —                     | Songs from the Big Chair              |
| 1985  | I Believe                                     | —                     | —                     | —                     | —                     | —                     | 28                    | —                     | 23                    | —                     | Songs from the Big Chair              |
| 1989  | Sowing the Seeds of Love                      | 11                    | 1                     | 2                     | 2                     | 2                     | 4                     | 3                     | 5                     | 11                    | The Seeds of Love                     |
| 1989  | Woman in Chains                               | 45                    | 11                    | 36                    | 7                     | 23                    | 34                    | 16                    | 26                    | —                     | The Seeds of Love                     |
| 1990  | Advice for the Young at Heart                 | 51                    | 25                    | 89                    | 15                    | 49                    | —                     | 22                    | 36                    | —                     | The Seeds of Love                     |
| 1990  | Famous Last Words                             | —                     | —                     | —                     | —                     | —                     | —                     | —                     | —                     | —                     | The Seeds of Love                     |
| 1991  | Johnny Panic and the Bible of Dreams          | —                     | —                     | —                     | —                     | —                     | —                     | —                     | —                     | —                     | Saturnine Martial and Lunatic         |
| 1992  | Laid So Low (Tears Roll Down)                 | 40                    | 28                    | —                     | 11                    | 8                     | —                     | 27                    | 17                    | —                     | Tears Roll Down (Greatest Hits 82-92) |
| 1993  | Break It Down Again                           | 66                    | 4                     | 25                    | 9                     | 7                     | —                     | 27                    | 20                    | —                     | Elemental                             |
| 1993  | Cold                                          | —                     | —                     | —                     | 74                    | —                     | —                     | —                     | 72                    | —                     | Elemental                             |
| 1993  | Goodnight Song                                | —                     | 44                    | —                     | —                     | —                     | —                     | —                     | —                     | —                     | Elemental                             |
| 1994  | Elemental                                     | —                     | —                     | —                     | —                     | —                     | —                     | —                     | —                     | —                     | Elemental                             |
| 1995  | Raoul and the Kings of Spain                  | —                     | —                     | —                     | 64                    | —                     | —                     | —                     | 31                    | —                     | Raoul and the Kings of Spain          |
| 1995  | God's Mistake                                 | —                     | 48                    | —                     | —                     | —                     | —                     | —                     | 61                    | —                     | Raoul and the Kings of Spain          |
| 1996  | Secrets                                       | —                     | —                     | —                     | 91                    | —                     | —                     | —                     | —                     | —                     | Raoul and the Kings of Spain          |
| 1996  | Falling Down                                  | —                     | —                     | —                     | —                     | —                     | —                     | —                     | —                     | —                     | Raoul and the Kings of Spain          |
| 2005  | Closest Thing to Heaven                       | —                     | —                     | —                     | 59                    | —                     | —                     | 70                    | 40                    | —                     | Everybody Loves a Happy Ending        |
| 2005  | Everybody Loves a Happy Ending/Call Me Mellow | —                     | —                     | —                     | —                     | 37                    | —                     | —                     | —                     | —                     | Everybody Loves a Happy Ending        |
| 2005  | Secret World                                  | —                     | —                     | —                     | —                     | —                     | —                     | —                     | —                     | —                     | Everybody Loves a Happy Ending        |